# برایان دوبسون (بازیکن فوتبال)
برایان دوبسون (انگلیسی: Brian Dobson؛ زادهٔ ۱ مارس ۱۹۳۴) بازیکن فوتبال اهل بریتانیا است.
از باشگاه‌هایی که در آن بازی کرده‌است می‌توان به باشگاه فوتبال کلاکتون و باشگاه فوتبال کولچستر یونایتد اشاره کرد.